# Marinar

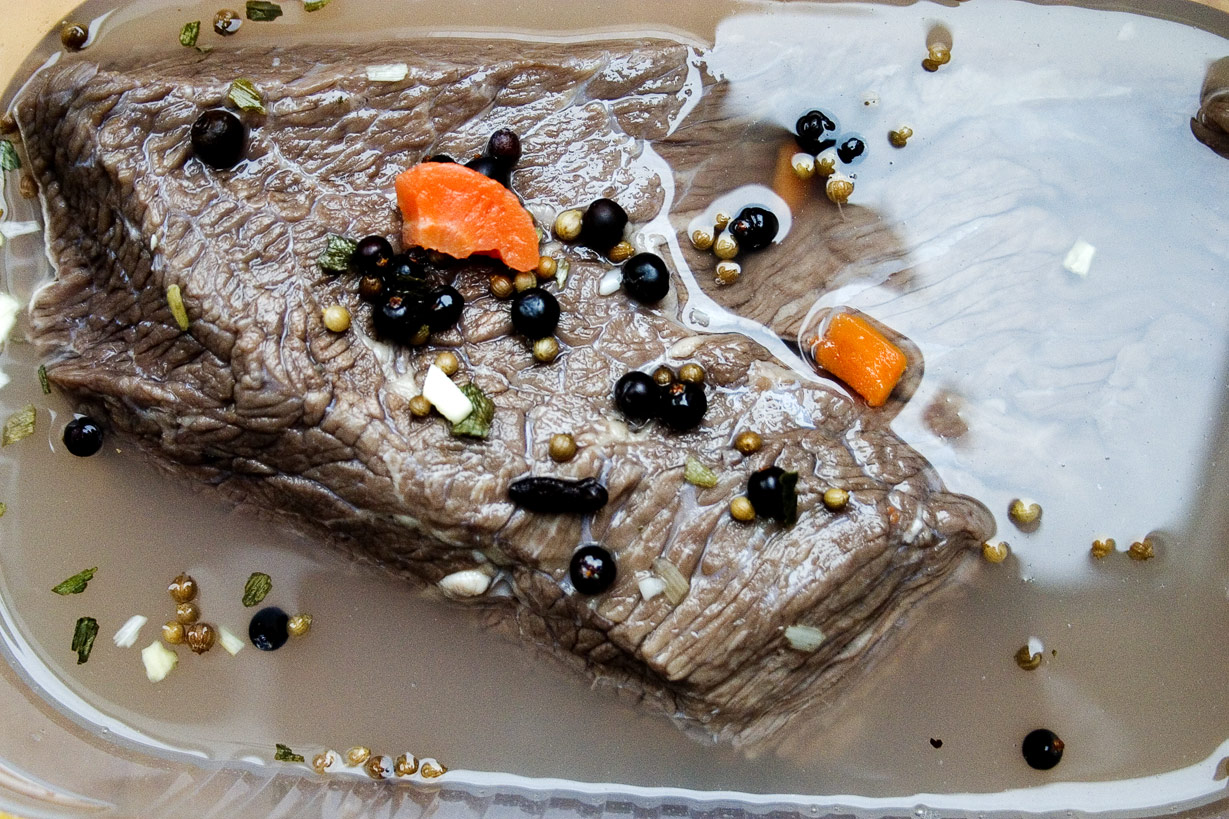
Carn marinada

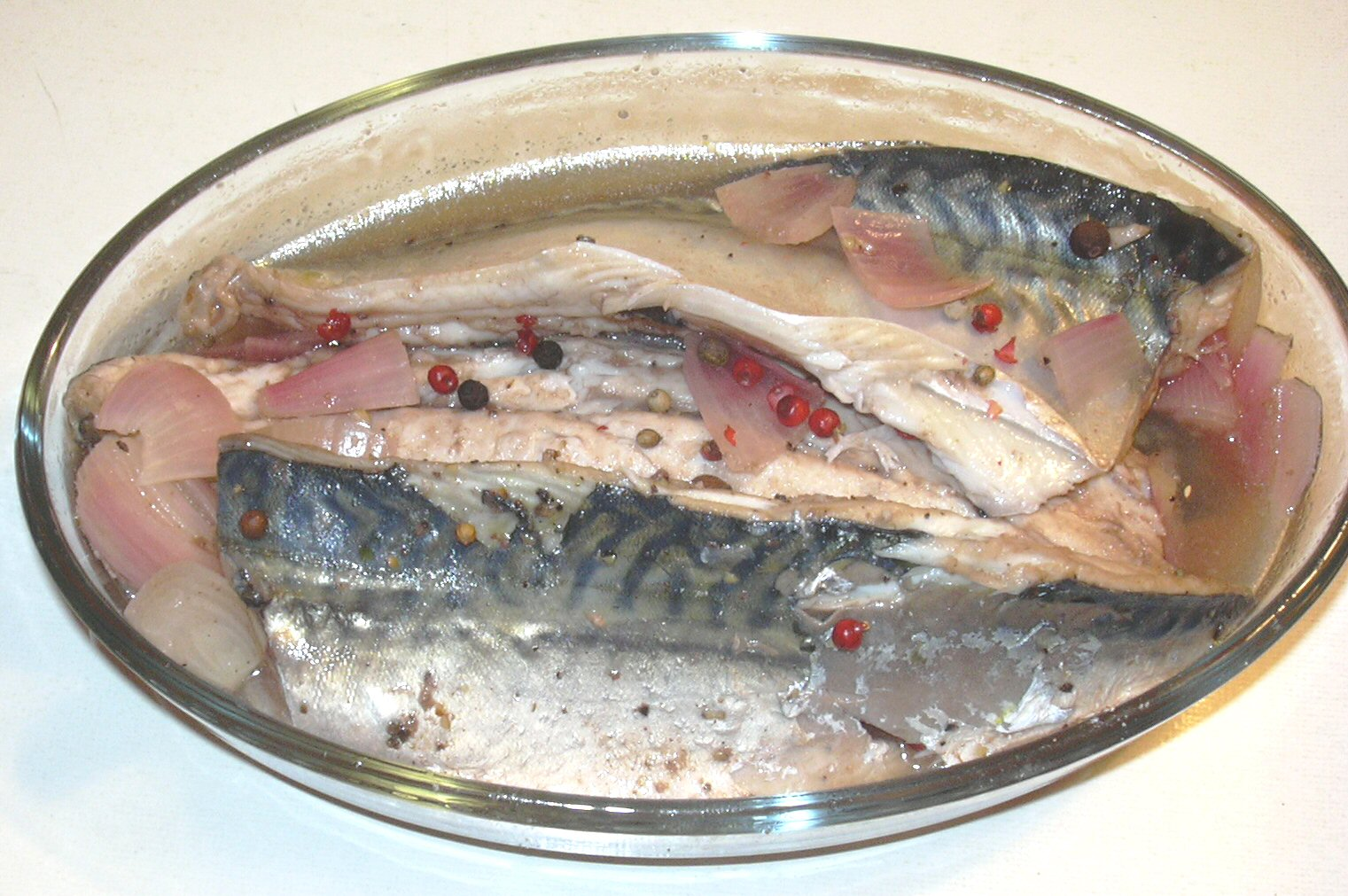
Peix marinat.

Marinar és fer un preparat líquid compost bàsicament d'un àcid, com ara vinagre, vi o suc de llimona, oli, espècies i herbes aromàtiques, on es deixa reposar una vianda, generalment carn o peix, a fi que s'entendreixi i resulti més saborosa. El resultat és la marinada.
El marinar és una tècnica culinària en la qual es posa un aliment generalment cru en farina durant un temps determinat i posteriorment en ou. Antigament era considerat una tècnica de conservació de certs aliments però actualment aquest efecte de conservació es posa en dubte per a alguns tipus de marinats. Si el marinat es fa amb immerssió en vinagre s'anomena escabetx si es fa en suc de llimona o un altre medi àcid s'anomena sebiche a Sud-amèrica i si és mescla d'oli vegetal i pimentó s'anomena adobament. Com a regla general el marinat es fa en carns o peixos i és més rar en verdures.
El marinat és un procés culinari l'objecte del qual és el de preparar la carn tant pel seu consum immediat com per un pas intermedi en el procés de la seva preservació. El marinat millora tant les qualitats sensorials (sabor, color, humitat i textura) com les funcionals (estabilitat, retenció de líquids, etc.). En l'actualitat els processos industrials de marinat fan que l'aliment s'exposi a una solució en un ambient al buit (baixa pressió) per a millorar les capacitats d'absorció.

## Factors que afecten el temps de marinar
Entre els factors més importants hi ha:
- La temperatura, a major temperatura menor temps de marinat.
- La mida de les peces, la superfície de contacte és un factor clau en l'absorció, quan menors siguin les peces més gran serà l'absorció i menor el temps. La mida de les peces és directament proporcional al temps de marinat.

## Marinat de peixos
Els medis àcids fan que la trimetilamina que causa l'olor del peix reaccioni amb l'aigua i es converteixi en una molècula no volàtil. Això fa que els alcohols de menys pes molecular dominin en les aromes finals. Això millora l'olor del peix marinat.

## Marinats de carn

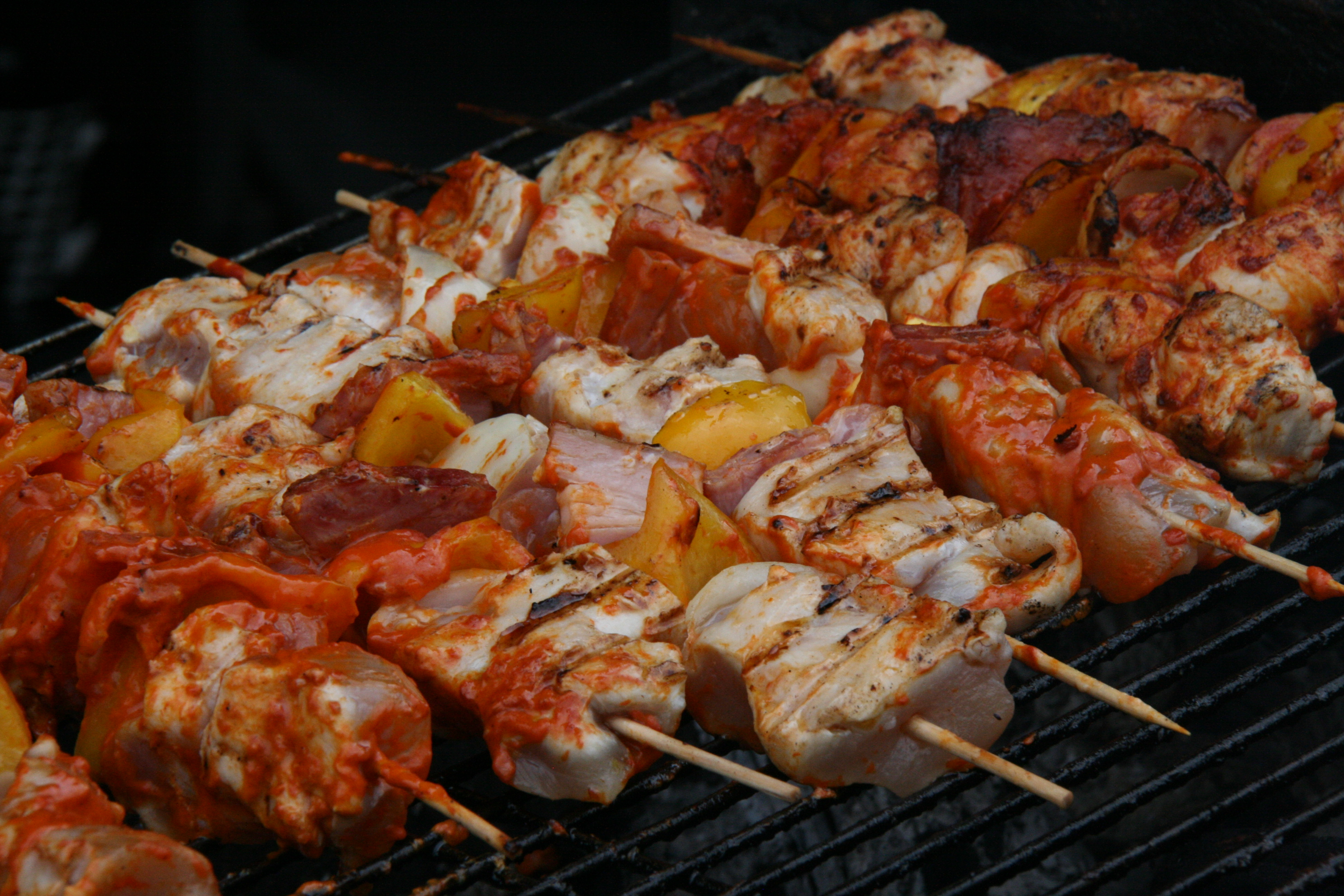
Pollastre marinat.

En molts casos el marinat de carns es fa per tal d'estovar els teixits musculars. Com en el cas del peix es fa en un medi àcid. La penetració i acció dels àcids és més lenta que en els peixos. El marinat de carns està associat en general al rostit per exposició directa al foc.

## Marinat de verdures
No tan estesa però també es fa per exemple en el Magrib en la chermoula. També es marinen bolets a grècia i fruites com les prunes, a algunes parts d'Àsia es marina el tofu de la soia.